# Amegilla albigenella
Amegilla albigenella là một loài Hymenoptera trong họ Apidae. Loài này được Michener mô tả khoa học năm 1965.